# Ian Hutchinson (Rennfahrer)
Ian Hutchinson (* 12. August 1979 in Bingley) ist ein englischer Motorradrennfahrer. Hutchinson fährt überwiegend Straßenrennen.

## Karriere

### Anfänge
Hutchinson fuhr sein erstes größeres Rennen 2003 beim Manx Grand Prix auf der Isle of Man, dem Amateur- und Nachwuchswettbewerb der Isle of Man TT, auf einer Honda. In den folgenden Jahren machte er immer wieder durch seine Platzierungen auf sich aufmerksam. 2006 wurde er vom McAdoo Team unter Vertrag genommen und gewann auf deren Kawasaki prompt beim North West 200 in der Supersport-Klasse mit einem Rundenrekord von 188,10 km/h.
Ein Jahr später wechselte Ian Hutchinson zum HM Plant Team, trat auf Honda bei der Isle of Man TT an und gewann die Klasse Supersport Junior. Im Jahr 2008 wechselte er erneut das Team und fuhr für Alastair Flanagans AIM Racing auf Yamaha zwei Podiumsplätze bei der TT ein. 2009 wechselte Hutchinson zu Honda und trat für das Team Padgett an.

### Einschneidende Saison 2010
Der Dokumentarfilm Hart am Limit (Originaltitel: TT3D: Closer to the Edge) von Richard de Aragues begleitete Hutchinson und seinen Fahrerkollegen Guy Martin während der TT dieses Jahres. Ian Hutchinson gelang in diesem Jahr, was bis dahin niemanden anderem in der bis dato 103-jährigen Geschichte der TT auf der Isle of Man gelungen war, den Sieg in allen fünf Rennen für Solomotorräder (Junior Rennen A und B, Superstock, Superbike und Senior). Nach diesem Triumph erlitt er wenige Tage später beim britischen Meisterschaftslauf in Silverstone einen schweren Unfall: In der ersten Runde stürzten mehrere Fahrer auf der regennassen Strecke. Darunter auch Hutchinson der dann von den nachfolgenden Maschinen überrollt wurde.
Nach eigenen Angaben wollten die behandelten Ärzte das dabei mehrfach gebrochene linke Bein amputieren.

### Weiterführung der Rennfahrerlaufbahn
Trotz des Unfalles trat Ian Hutchinson Ende 2011 für Swan Yamaha beim Macau Grand Prix an und belegte den dritten Platz. Im Frühjahr 2012 brach er sich bei den Proben für eine Stunteinlage bei der MCN Excel Motorcycle Show in London erneut das linke Bein. Es kam erneut zu Komplikationen und erst 2013 kehrte er in den Rennsport zurück. Diesmal für das Team Milwaukee erneut auf Yamaha. Hutchinson konnte 2013 und 2014 einige Erfolge einfahren. Als Comeback galt jedoch dann 2015 der zehnte Sieg mit dem Team PBM Rapid Solicitors auf Kawasaki bei der Tourist Trophy. Der Sieg nach den schweren Unfällen fand erneut ein sehr breites Medienecho, ähnlich dem einzigartigen Erfolg von 2010 als Fünffachsieger. Seit der Saison 2016 ist Hutchinson beim Team Traction Control auf Yamaha und BMW unter Vertrag. Bei der TT 2017 konnte er zwei Titel für BMW einfahren, stürzte aber in der Senior Klasse, was eine Rennunterbrechung verursachte, und brach sich den Oberschenkel.

## Siegestatistik
| Jahr | Klasse              | Maschine | Rennen            |
| ---- | ------------------- | -------- | ----------------- |
| 2006 | Supersport Junior   | Kawasaki | North West 200    |
| 2007 | Supersport Junior   | Honda    | Isle of Man TT    |
| 2007 | UGP Rennen 1        | Honda    | Ulster Grand Prix |
| 2009 | Junior Rennen A     | Honda    | Isle of Man TT    |
| 2009 | Superstock          | Honda    | Isle of Man TT    |
| 2009 | Superstock          | Honda    | Ulster Grand Prix |
| 2010 | Superstock          | Honda    | North West 200    |
| 2010 | Superstock          | Honda    | Isle of Man TT    |
| 2010 | Junior Rennen A     | Honda    | Isle of Man TT    |
| 2010 | Junior Rennen B     | Honda    | Isle of Man TT    |
| 2010 | Superbike           | Honda    | Isle of Man TT    |
| 2010 | Senior              | Honda    | Isle of Man TT    |
| 2010 | Supersport Rennen 2 | Honda    | Ulster Grand Prix |
| 2010 | Superstock          | Honda    | Ulster Grand Prix |
| 2010 | UGP Rennen 1        | Honda    | Ulster Grand Prix |
| 2013 | Superbike           | Yamaha   | Macau Grand Prix  |
| 2015 | Junior Rennen A     | Honda    | Isle of Man TT    |
| 2015 | Junior Rennen B     | Honda    | Isle of Man TT    |
| 2015 | Superstock          | Kawasaki | Isle of Man TT    |
| 2016 | Superstock          | BMW      | North West 200    |
| 2016 | Supersport Rennen 1 | Yamaha   | Isle of Man TT    |
| 2016 | Supersport Rennen 2 | Yamaha   | Isle of Man TT    |
| 2016 | Superstock          | BMW      | Isle of Man TT    |
| 2017 | Superbike           | BMW      | Isle of Man TT    |
| 2017 | Superstock          | BMW      | Isle of Man TT    |